# Supertone Records
Supertone Records war ein US-amerikanisches Plattenlabel der 1920er-Jahre.

## Geschichte
Supertone Records wurde um 1914 für die Veröffentlichung von Schallplatten der Sears Company eingeführt. Einen großen Anteil des Kataloges stellten wiederveröffentlichte Master der Olympic Records mit Jazzkünstlern wie Gus Droberg, Cope Harvey und Charley Straight. Nachdem der Produzent der Schallplatten, die Fletcher Record Company, 1924 schließen musste, wurde das Label kurzzeitig von der Bridgeport Die & Machine Company weitergeführt. Sears ließ die Produktion kurz danach aber einstellen und in der darauf folgenden Zeit übernahm Strauss & Schram den Namen, da Sears es versäumt hatte, Supertone als Markennamen registrieren zu lassen.
1929 übernahm Sears wieder das Label als Ersatz für Silvertone Records. Nun wurden Aufnahmen der Gennett Records und Champion Records (u. a. von Cliff Carlisle (alias „Amos Greene“), Ernest Hare, Mae Glover, Bradley Kincaid und Ernest Stoneman alias „Uncle Ben Hawkins“) verwendet, die zur Starr Piano Company gehörten. Bis 1931 wurde für Sears produziert, danach wurde Supertone von Brunswick Records übernommen, die das Label vom Mai 1931 bis zum Dezember desselben Jahres weiterführten, dann aber endgültig einstellten. Die wenigen Veröffentlichungen unter Brunswick waren lediglich Wiederveröffentlichungen von Künstlern, die bei Brunswick unter Vertrag standen.